# Komitet Jedności i Postępu
Komitet Jedności i Postępu (tur. İttihad ve Terakki Cemiyeti, od 1909 Partia Jedności i Postępu, tur. İttihad ve Terakki Fırkası) – młodoturecka tajna organizacja polityczna utworzona 6 lutego 1889 roku w Konstantynopolu, 22 września 1909 przekształcona w oficjalną partię polityczną. Miała decydujący wpływ na życie polityczne Imperium Osmańskiego w latach 1908-1918. Rozwiązana po zakończeniu I wojny światowej w 1918 roku przez sąd wojskowy na polecenie sułtana Mehmeda VI.

## Utworzenie Komitetu Jedności i Postępu
W 1889 roku grupa studentów Wojskowej Szkoły Medycznej (Mekteb-i Tıbbiye-i Askeriye) zawiązała tajną organizację mającą na celu detronizację sułtana Abdülhamida II. Inicjatorem spisku był Ibrahim Temo, Albańczyk z Macedonii, zaś resztę stanowili Mehmed Reşid, Czerkies z Kaukazu, oraz dwóch Kurdów, Abdullah Cevdet i Ishak Sükuti. Ta mała grupka konspiratorów powołała organizację zwaną Postęp i Jedność (Terakki ve Ittihad), która już w nazwie akcentowała dwa zasadnicze cele: postęp rozumiany jako modernizacja państwa, dorównanie cywilizacyjne Europie, a więc europeizacja kraju oraz jedność, czyli obrona integralności państwa, które ulegało coraz to większym naciskom czy to zewnętrznym (ze strony rosnących w siłę mocarstw europejskich) czy to wewnętrznym (ze strony irredentystycznie nastawionych narodowości chrześcijańskich, głównie na Bałkanach). Ibrahim Temo zorganizował swoją grupę na wzór włoskich organizacji masońskich, które poznał podczas swojego pobytu we Włoszech. Mimo iż konspiratorzy nie podejmowali żadnych działań politycznych, to szybkie rozrastanie się liczebne organizacji doprowadziło do wykrycia spisku w 1892 roku. Część konspiratorów została aresztowana, lecz większość zdołała uciec zagranicę, głównie do Francji.
W tym samym czasie w Salonikach zaczęła się organizować grupa młodotureckich działaczy, którzy potem za pośrednictwem lóż masońskich uzyskali współpracę z francuską emigracją młodoturecką. Pomoc lóż masońskich przyczyniła się również do powstania w 1907 w Salonikach tajnej organizacji pod nazwą Osmańskie Stowarzyszenie Wolności (Osmanlı Hürriyet Cemiyeti). Założycielami byli oficerowie osmańskiej III Armii: Midhat Şükrü, Rahmi Bey, Ismail Canbulat, Ahmed Cemal, Ali Fethi oraz odgrywający wiodącą rolę Mehmet Talaat – cywilny urzędnik pocztowy. 27 września 1907 roku kontakty między salonicką konspiracją a paryską grupą emigracyjną skupioną wokół Ahmeda Ryzy doprowadziły do utworzenia jednolitej organizacji pod nazwą Osmańskie Stowarzyszenie Jedności i Postępu (OsmanlıIttihad ve Terakki Cemiyeti), nazywaną w skrócie Komitetem Jedności i Postępu. Obie grupy: salonicka i paryska zjednoczyły się na zasadach równorzędności.